# 工業化学
工業化学（こうぎょうかがく、英: industrial chemistry）とは、化学工業において物質を製造する方法を研究する化学あるいは工学の一分野である。
工業的な物質の製造においては、製造コストや使用する原料の入手容易さ、品質の安定、用いる反応の安全性、廃棄物の処理などが重要となる。
これらを勘案して工業的製造に適した物質の合成法を開発研究する。
天然資源である石油、石炭、天然ガス、空気、海水、鉱石などから他の化学製品の原料や溶媒となる化合物を分離、合成する方法、
それらからプラスチック、繊維、医薬品、染料、農薬、各種材料などに使用される化合物を合成する方法までを扱う
研究対象となる物質が有機化合物か無機化合物でそれぞれ有機工業化学、無機工業化学に大別される。
化学工学の中に同様に化学工業の反応について研究する反応工学という分野があるが、工業化学においては反応そのものを選定あるいは開発することを対象としているのに対し、反応工学では反応に最適な装置や条件を研究の対象とする違いがある。